# Pablo Trigueros Estrada
Pablo Trigueros Estrada (Herreruela de Oropesa, Toledo, 4 de abril de 1993) es un futbolista español que juega como defensa en el C. D. Lugo de la Primera Federación. Es primo del centrocampista del Villarreal C. F. Manu Trigueros.

## Trayectoria
Pasó por las filas del equipo juvenil A del Atlético de Madrid antes de llegar al Atlético de Madrid C en la temporada 2012-13. Las dos temporadas siguientes jugaría en el Atlético de Madrid "B".
En las temporadas 2015-16 y 2016-17 jugaría en las filas de la Arandina C. F. En la temporada 2017-18 firmó por el Club Rápido de Bouzas, siendo esa temporada el equipo revelación del grupo I de Segunda División B y quedando a tan solo 2 puntos del playoff de ascenso a Segunda División.
En la temporada 2018-19 fichó por la S. D. Ponferradina, con la que consiguió el ascenso a Segunda División siendo el primer central del equipo. En la temporada 2019-20 disputó 32 encuentros en la categoría de plata.
El 1 de octubre de 2020 se hizo oficial su incorporación al C. D. Mirandés por una temporada. El 6 de julio de 2021, una vez esta terminó, fichó por el R. C. Deportivo de La Coruña.
El 8 de julio de 2022 firmó por la Cultural y Deportiva Leonesa por una temporada más otra opcional. Consiguió dos goles en los 31 partidos que jugó en su único año en León y para la campaña 2023-24 se unió al Gimnàstic de Tarragona. Con este equipo estuvo cerca de ascender a Segunda División y una vez expiró su contrato se marchó al F. C. Andorra. Con ellos sí que logró subir a la categoría de plata y en julio de 2025 fichó por el C. D. Lugo.

## Clubes
| Club                         | País    | Año       | Partidos | Goles |
| ---------------------------- | ------- | --------- | -------- | ----- |
| Atlético de Madrid "C"       | España  | 2012-2013 | 4        | 1     |
| Atlético de Madrid "B"       | España  | 2013-2015 | 9        | 0     |
| Arandina C. F.               | España  | 2015-2017 | 50       | 4     |
| Rápido de Bouzas             | España  | 2017-2018 | 38       | 4     |
| S. D. Ponferradina           | España  | 2018-2020 | 67       | 2     |
| C. D. Mirandés               | España  | 2020-2021 | 19       | 0     |
| R. C. Deportivo de La Coruña | España  | 2021-2022 | 10       | 0     |
| Cultural y Deportiva Leonesa | España  | 2022-2023 | 31       | 2     |
| Gimnàstic de Tarragona       | España  | 2023-2024 | 42       | 5     |
| F. C. Andorra                | Andorra | 2024-2025 | 27       | 0     |
| C. D. Lugo                   | España  | 2025-     |          |       |